# Miguel Gómez
Miguel Gómez Sanchez (6 gennaio 1967) è un ex schermidore spagnolo.

## Biografia
Nei campionati europei di scherma ha conquistato una medaglia d'argento a Funchal nel 2000, nella gara di spada a squadre.

## Palmarès
In carriera ha conseguito i seguenti risultati:
- Europei di scherma

Funchal 2000: argento nella spada a squadre.
- Giochi del Mediterraneo

Bari 1997: bronzo nella spada individuale.